# Pfälzische P 2.I
Die Dampflokomotiven der pfälzischen Gattung P 2.I waren Schnellzuglokomotiven der Pfälzischen Eisenbahnen mit der Achsfolge 1’B1’.
Bei dieser Lokbauart waren die Lauf- und Treibachsen mittels einer Gabeldeichsel zu einem Krauss-Helmholtz-Drehgestell verbunden. Die hintere Laufachse lag in einem Außenrahmen. Die Lok war in der Lage, einen 106 Tonnen schweren Zug in der Ebene mit 90 km/h zu ziehen. Die Fahrzeuge wurden mit Schlepptendern der Bauarten 3 T 12 und 3 T 14 ausgestattet. Von diesem Typ wurden von 1891 bis 1896 von Krauss insgesamt 22 Lokomotiven gebaut, 13 weitere gingen an die benachbarte Hessische Ludwigsbahn und kamen später als P 3 in den Bestand der Preußischen Staatseisenbahnen.
Die zwanzig von der Reichsbahn übernommenen Exemplare sollten als Baureihe 35.70 die Nummern 35 7001 bis 35 7020 erhalten, wurden jedoch bereits vor ihrer Umzeichnung ausgemustert. 
Die Lokomotiven trugen Namen, unter anderem KÖNIGIN MARIE und v. AUER.

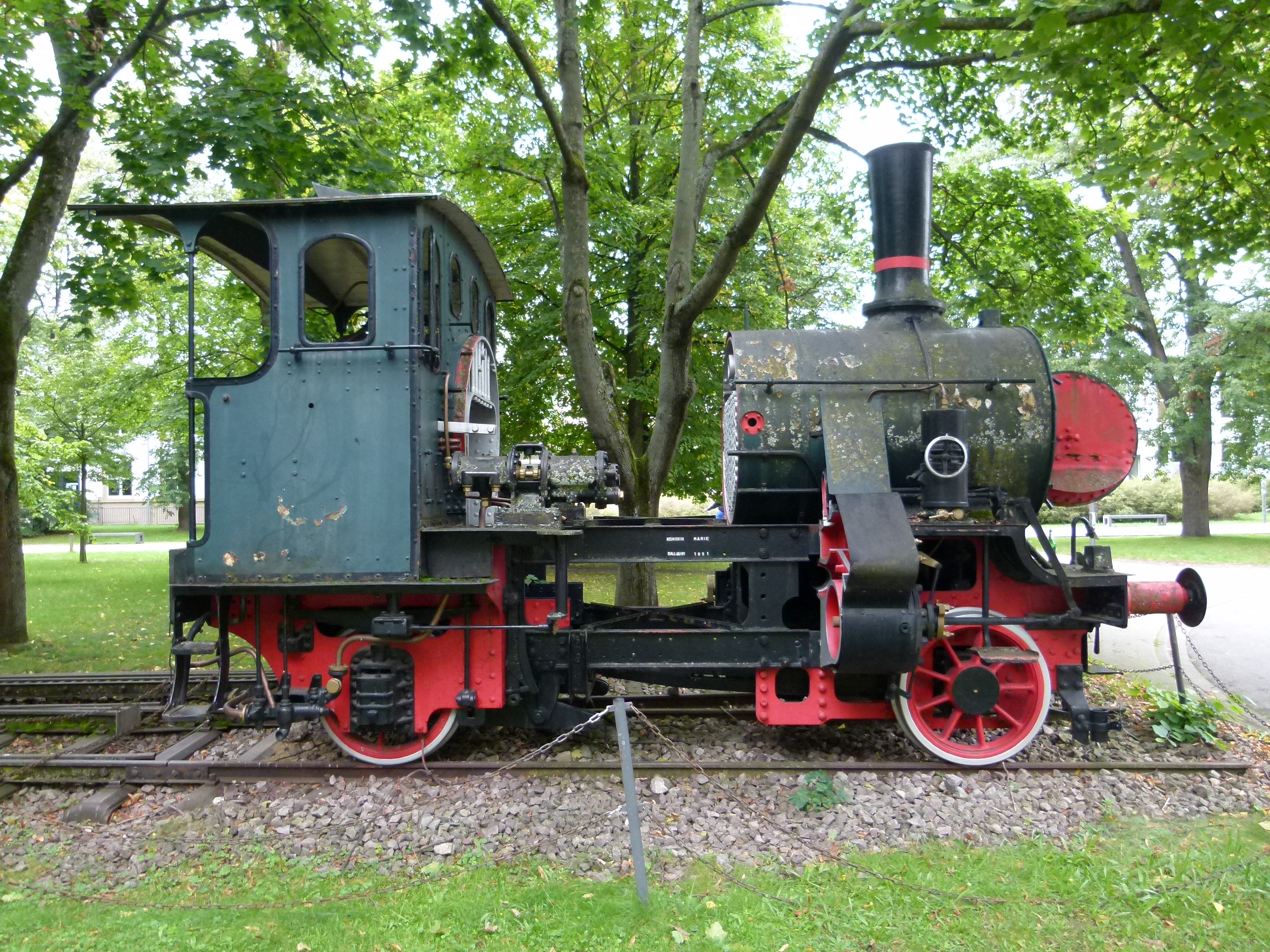
Torso der Dampflokomotive Königin Maria

Die KÖNIGIN MARIE (Krauss 2421, Baujahr 1891) kam 1922 an das Verkehrsmuseum Nürnberg, wo der größte Teil des Langkessels und der darunterliegende Rahmen mit beiden Treibachsen entfernt und der Rest als Schnittmodell hergerichtet wurde. So stand das Modell (ohne Tender) bis 1957 im Ausbesserungswerk Nürnberg. Danach wurde es auf das Gelände der Technischen Hochschule Karlsruhe, dem heutigen Campus Süd, aufgestellt. Es ist als Kulturdenkmal geschützt.